# Propagande nazie

Pour frapper l'opinion publique, les nazis firent grand usage de cérémonies, retransmises dans les médias aux actualités cinématographiques. Ici le rassemblement des SA, SS et NSKK au congrès de Nuremberg de 1935.

La propagande nazie faisait partie des attributions du ministère du Reich à l'Éducation du peuple et à la Propagande, dirigé par Joseph Goebbels. Le parti nazi avait lui aussi son office de promotion : la Reichspropagandaleitung der NSDAP, également dirigée par Goebbels.
La propagande du nazisme commence dès les années 1920. Avec l'accession au pouvoir d'Adolf Hitler, elle peut faire appel à tous les moyens possibles, attachant une importance particulière au sport et au cinéma, dont les films sont conformes à l'idéologie nazie. La propagande devient un élément fondamental de la Gleichschaltung, ou « mise au pas » de la société allemande, et devient un élément central du caractère totalitaire du régime.
L'efficacité de cette prise de pouvoir sur les consciences du peuple est plus ambiguë que ce que les images peuvent suggérer, une distanciation s'opérant : l'auteur anonyme du récit Une femme à Berlin évoque les réflexions des Berlinois aux dernières heures de la guerre, coincés dans les caves alors que l'Armée rouge envahit la ville, se remémorant les ultimes appels des leaders du régime à la radio.

## Propagande et moyens de diffusion

### Propagande de guerre
La propagande est un moyen de communiquer, de passer un message (publicité, dépliants, affiches) à des fins de persuasions qu’elles soient positives ou négatives. Ce terme qui a progressivement été associé à une connotation négative par certains est synonyme de persuasion ou de communication de masse. La propagande est souvent vue comme négative à cause de certaines motivations cachées, de certaines informations trompeuses et qui peuvent aussi être fabriquées. La propagande, plus précisément en temps de guerre, est considérée comme une forme d’incitation à des actes de violence par la propagation d’idéologies violentes qui persuade les gens à encourager et soutenir leur patrie. La propagande de guerre est aussi définie comme étant une manière de manipuler les perceptions des masses par rapport à la violence (guerre, génocides). Elle peut aussi servir à des fins d’encouragement de l’économie nationale en temps de guerre.

### Moyens de diffusion
Les principaux moyens de diffusion utilisés par Hitler et le ministre de la propagande Joseph Goebbels (responsable régional politique à Berlin en 1926) sont les journaux, les affiches et les tracts. Les slogans apparaissant autant dans les 3 moyens cités ci-haut sont simples et, dans l’idée, pareils afin de montrer une constance dans le message véhiculé. À la suite de son élection, Hitler, pour pouvoir se débarrasser de ses rivaux et au nom de la protection du peuple et de l’État allemand, a recours à des suppressions de plusieurs droits fondamentaux qui permettent aux gens d’entendre plusieurs points de vue (grèves, rassemblements, pluralisme politique). L'utilisation de la radio comme moyen de diffusion de ses discours contribue à l’acceptation par la masse desdites suppressions. Le poste de Joseph Goebbels au ministre de l’Éducation et de la propagande lui permet d’avoir la main mise sur tous les moyens de diffusions pour enraciner solidement et durablement le national-socialisme dans les esprits par l’entremise de la culture. Les actualités filmées, la radio et la télévision sont alors utilisées pour faire de la propagande au profit d’Hitler et de son idéologie. Une censure d’œuvres d’auteurs comme Jack London, Sigmund Freud, Karl Marx (au total 300 auteurs) qui sont considérées comme nuisible à cette volonté est aussi observée dès 1933. L’art aussi trouve sa place dans la propagande nazie, par la censure d’artistes comme Van Gogh, Picasso et plusieurs autres, mais aussi par la volonté de Goebbels et Hitler de représenter l’art Germanique comme supérieur aux autres formes d’art. Le président de la Chambre de la presse du Reich, Max Amann, procède à la fermeture de plusieurs journaux indépendants (de 3000 journaux en 1933 à 975 en 1945). Le déploiement de parades et célébrations militaires est aussi utile à la diffusion de la propagande.

## Cinéma
Le cinéma se trouve contraint à être, lui aussi, sur les bancs de la propagande nazie par la présentation de Hitler comme un dieu (Triomphe de la volonté, 1935). La production de film par le régime était un des outils considéré des plus importants. Les dessins animés, les films de fictions et les films historiques ont tous eu leur place dans la stratégie de communication en diffusant des valeurs et des idéologies nazies. Goebbels considérait le cinéma comme l’un des « moyens de manipulation des masses les plus modernes». Certains films étaient utilisés avant des épisodes de massacres, comme outil de mise en condition pour les militaires, par exemple avant des exécutions de masses.
Dès le 12 septembre 1933, Hitler créé un Département du Film (en) au sein du Bureau central de la propagande du NSDAP dirigé par Joseph Goebbels. Une censure préventive était organisée par le Reichsfilmdramaturg.[réf. souhaitée]

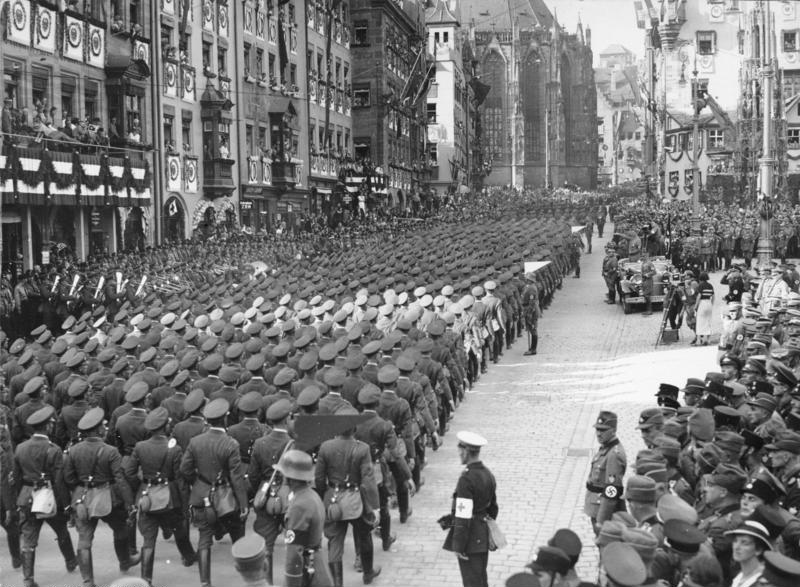
Scène du Triomphe de la Volonté de Leni Riefenstahl, la plus célèbre des réalisatrices nazies.

Sur la place de la propagande dans le cinéma allemand, les avis divergent. Pour Nathalie de Voghelae et Gert Albrecht, la plupart des films produits sous le nazisme visent à divertir les masses. Ainsi, seul 1/6 de la production cinématographique traitent explicitement de la politique. Sur les 1350 longs-métrages produits entre 1933 et 1945, on compte 1200 divertissements. Pour David Weinberg, le Département, mené par le Reichsamtsleiter Karl Neumann, aurait participé à la production d'entre 1 150 et 1 350 films de propagande. L'ensemble de la production cinématographique est progressivement nationalisée. La holding Cautio Treuhand (de), instrument du ministère de Goebbels et dirigé par Max Winkler, achète en 1937 Universum Film AG. Les actualités hebdomadaires des nazis sont projetées dans toutes les salles de cinéma. Outre les films de Leni Riefenstahl (dont Le Triomphe de la volonté, qui dépeint le congrès de Nuremberg du NSDAP de 1934) qui encensent le régime nazi, Goebbels demande aux studios fin 1938 de produire des films à des fins de propagande antisémite. C'est ainsi que quatre films authentiquement antisémites sortent des studios : Robert und Bertram de Hanz Heinz Zertlett en 1939, Die Rothschild Aktien von Waterloo d'Erich Waschneck, Jud Süss de Veit Harlan et Der ewige Jude de Fritz Hippler en 1940. Le Juif Süss obtient un gros succès populaire à travers l'Europe. Il aurait été vu par plus de 20 millions de spectateurs.
Certains documentaires poursuivent des objectifs de propagande adressée à l'ennemi davantage encore qu'aux Allemands. C'est le cas du documentaire non achevé Theresienstadt, tourné à l'été 1944 au camp de concentration de Theresienstadt et qui visait à faire croire à la Croix-Rouge danoise que les détenus juifs y étaient bien traités. Son réalisateur, Kurt Gerron, fut ensuite gazé à Auschwitz, comme la plupart des membres de l'équipe de tournage, enrôlés contre leur gré.[réf. souhaitée]
Tout ceci amène l’Allemagne à être le plus grand producteur de films en Europe et à posséder presque 5 500 salles de cinéma. Entre 1934 et 1935, le nombre d’entrées annuelles dans les cinémas est estimé à 250 millions. Ce chiffre atteindra 1 milliard en 1940. 1938 est marqué par la mise en place des visionnages obligatoires des actualités filmées qui présentent des images des différents corps d’armées.

## Affiches

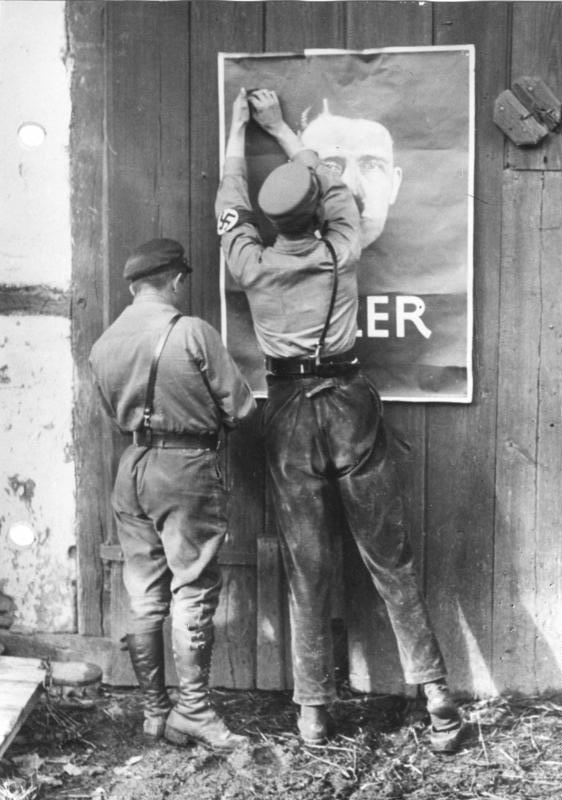
Collage d'affiche en faveur d'Adolf Hitler en 1932.

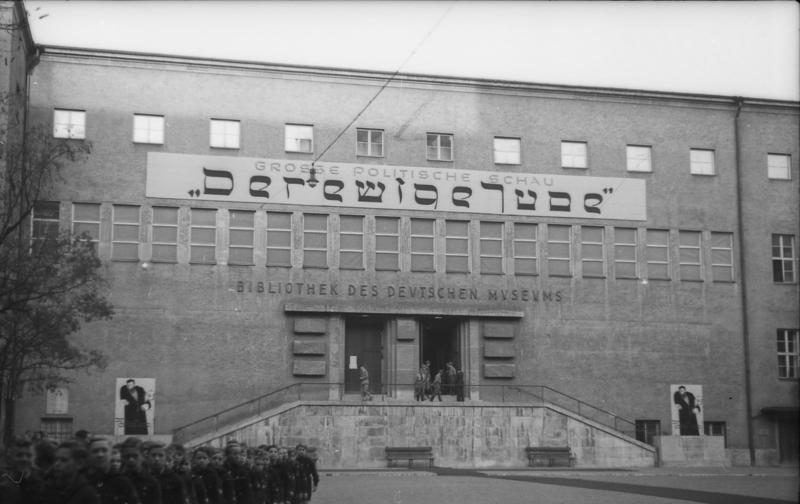
Munich, 1937 : l'exposition « Le Juif éternel » présente des caricatures antisémites.

Comme tous les mouvements politiques de l'époque, la propagande nazie a abondamment recouru aux affiches. Theo Matejko fut l'un des illustrateurs les plus réputés enrôlés dans cette production d'art militant.
L’exposition « Le Juif éternel » de 1937 permet la diffusion de catalogues et d’affiches diffusés dans toute l'Europe. La propagande antisémite contribue dans ce contexte à banaliser et à légitimer les violences faites aux Juifs.

## Autodafés

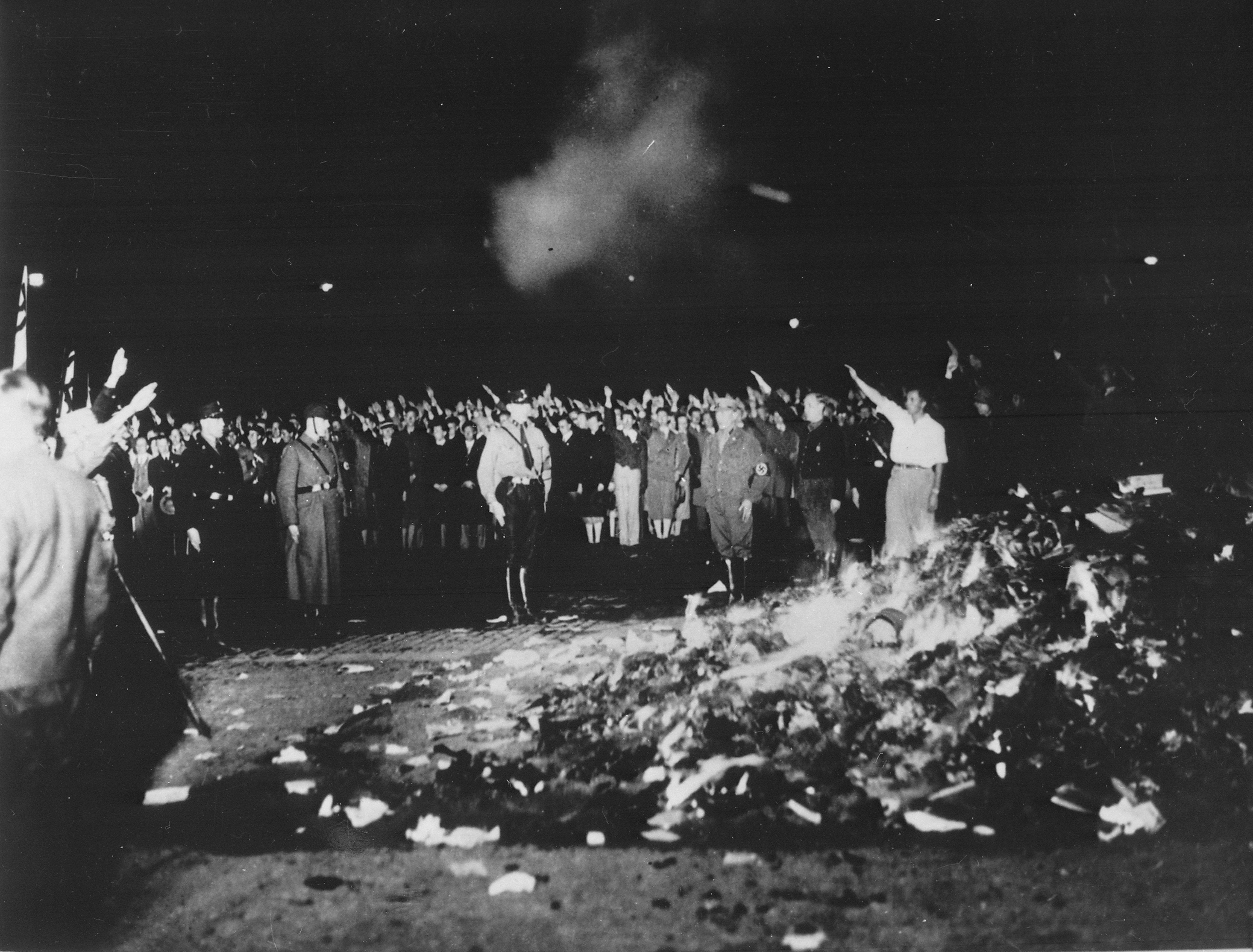
Autodafé du 11 mai 1933 à Berlin.

Les autodafés visent la littérature et plus généralement le pluralisme des idées allant à l'encontre des idées hitlériennes, ce que chaque totalitarisme a intégré. Les nazis brûlent en place publique des livres par milliers.
Les nazis font des incantations lors des autodafés, par exemple :

« Contre la lutte des classes et le matérialisme, pour la communauté du peuple et une philosophie idéaliste, je remets au feu les écrits de Karl Marx et de Trotsky… Contre la trahison littéraire envers les soldats de la Grande Guerre, pour l'éducation du peuple dans l'esprit de vérité, je remets au feu les écrits d'Erich Maria Remarque. »

Par prudence, les Allemands cachent la totalité des œuvres suspectes qu'ils possèdent.

## Sport et nazisme
Comme en Italie fasciste, le sport fut utilisé par les nazis comme moyen de propagande avant même leur accession au pouvoir. Il permettait en effet d'insister sur les capacités physiques de la prétendue « race aryenne » et ainsi de démontrer la supériorité biologique de celle-ci sur d'autres « races ».

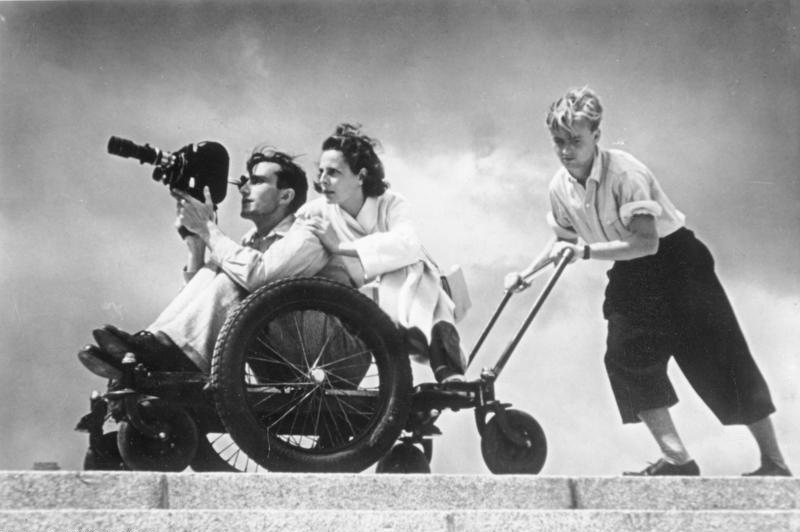
Les Dieux du stade.

En avril 1933, une politique d'aryanisation fut mise en œuvre dans toutes les organisations sportives allemandes. Les sportifs « non aryens » - Juifs, demi-Juifs ou Tsiganes - furent systématiquement exclus des centres et associations.
Pendant l'été 1936, l'Allemagne hitlérienne instrumentalise fortement le sport à travers l'organisation des Jeux olympiques de Berlin. Adolf Hitler s'approprie l’événement pour faire la propagande du nazisme et la promotion de son idéologie. Des documentaires sont publiés pour glorifier cet événement, notamment Les Dieux du stade de Leni Riefenstahl.

### Alpinisme et nazisme

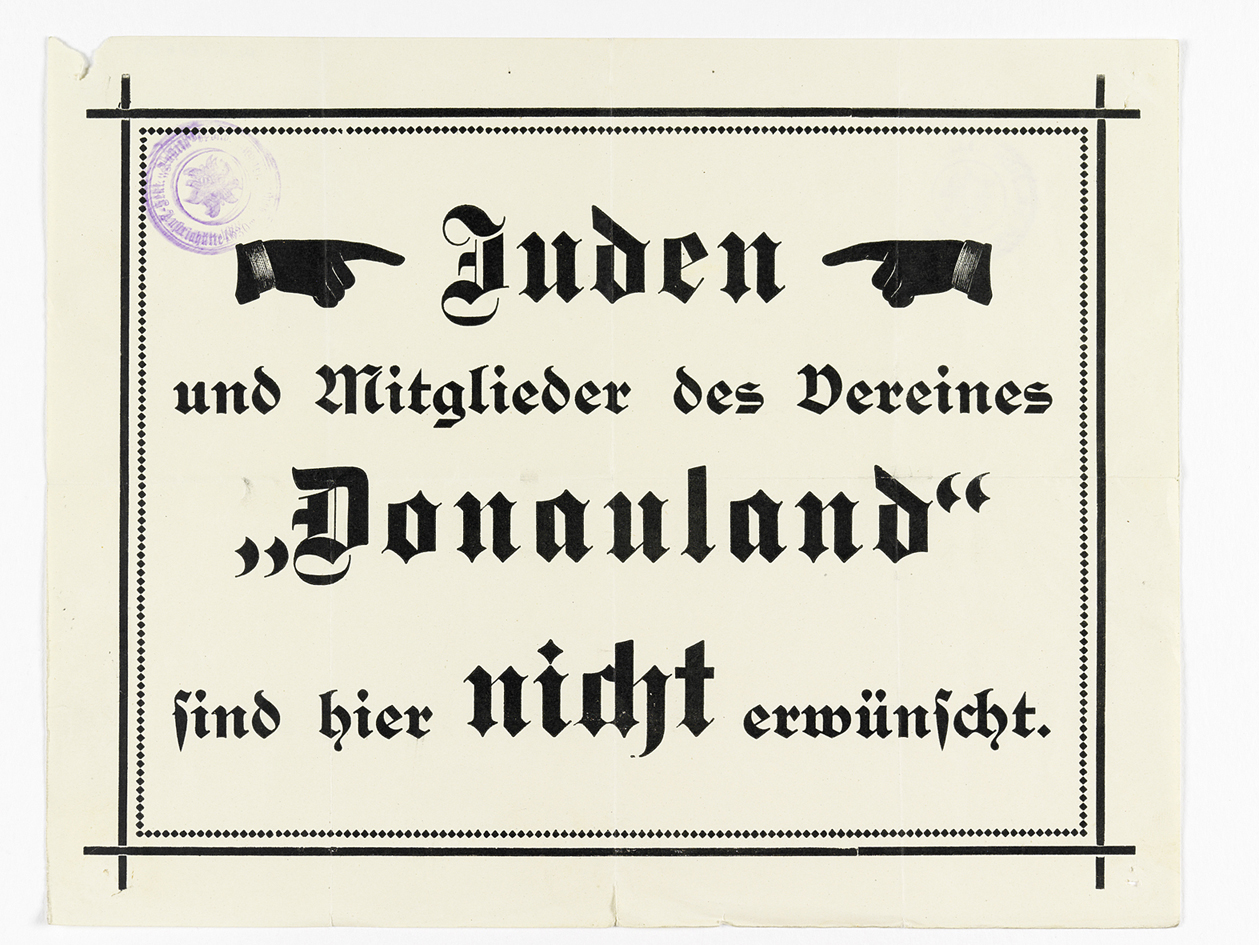
Affiche sur les refuges du DÖAV dans les années 1930 : « Les Juifs et les membres du Club Donauland ne sont pas les bienvenus ».

Les clubs alpins font ainsi l'objet d'une « épuration » afin d'exclure les Juifs, et ce dès 1921 (et même, pour la section de Berlin, depuis 1899, bien avant la formation du NSDAP). En 1924, celle-ci est achevée: le Club alpin allemand et son homologue autrichien n'ont plus aucun membre juif. L'historien Rainer Amstädter affirme ainsi : « À cette date, la totalité des alpinistes juifs sont exclus des Clubs alpins allemand et autrichien, dont tous les postes clés seront progressivement confiés à des dignitaires nazis ».
L'alpinisme devient ainsi un enjeu central de la propagande nazie, avec notamment l'ascension en 1938 de la face nord de l'Eiger, l'une des trois grandes faces nord des Alpes, à laquelle participe le SS autrichien Heinrich Harrer, qui participa également à l'expédition de 1939 au Nanga Parbat, mission dirigée par Peter Aufschnaiter, membre de la Fondation allemande pour l'Himalaya de Paul Bauer.
L'expédition allemande au Tibet (1938-1939), dirigée par Ernst Schäfer, alors Hauptsturmführer-SS, et soutenue par l'Institut d'anthropologie raciale Ahnenerbe, poursuit davantage des buts savants, liés à la volonté pseudo-scientifique de démontrer l'origine géographique de la « race aryenne », que des objectifs sportifs.[réf. souhaitée]

### Jeux olympiques de Berlin

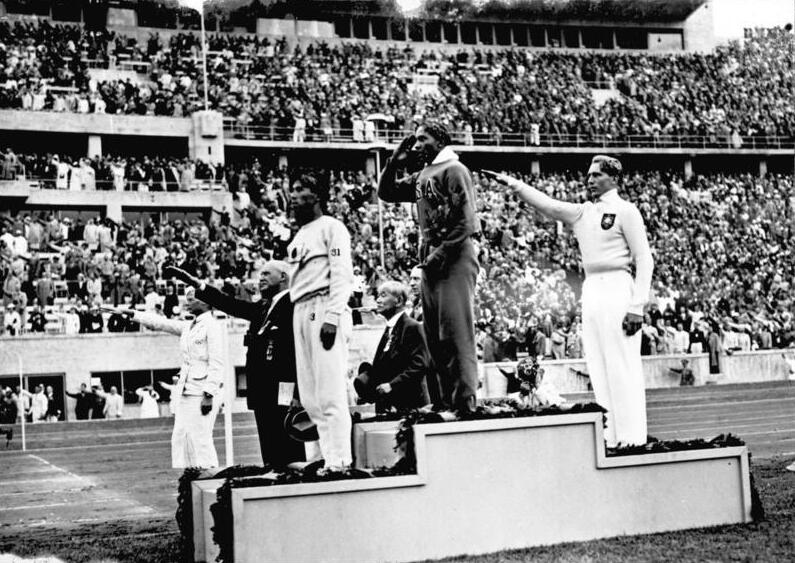
Salut nazi dans le stade olympique en 1936. Les jeux deviennent la vitrine du régime.

En 1931, le Comité international olympique attribua à Berlin l'organisation des Jeux d'été de l'année 1936. Ce choix marquait le retour de l'Allemagne sur la scène internationale après la période d'isolement qu'elle avait subie à la suite de la Première Guerre mondiale. Toutefois, les organisations juives américaines, le mouvement ouvrier international et des associations démocratiques et humanitaires s’opposent aux JO de Berlin.
En août 1936, pendant la durée des épreuves, le régime nazi essaya de camoufler la violence de sa politique raciste. La plupart des panneaux antisémites furent provisoirement enlevés et les journaux mirent un bémol à leurs attaques. Les persécutions des Juifs furent temporairement suspendues et les bars furent autorisés à jouer du jazz, considéré néanmoins par les nazis comme « une musique de dégénérés ». De cette façon, le régime exploita les Jeux olympiques pour fournir aux spectateurs et aux journalistes étrangers une fausse image d'une Allemagne pacifique et tolérante.
L'Allemagne sortit victorieuse des XIe Jeux olympiques. Les sportifs allemands remportèrent le plus grand nombre de médailles et l'hospitalité et l'organisation allemandes reçurent les éloges des visiteurs. Ces jeux olympiques furent l'occasion pour le régime nazi de montrer ses capacités d'organisation et la nouvelle puissance de l'Allemagne. Seuls quelques journalistes, tels que William L. Shirer, comprirent que le spectacle offert à Berlin n'était qu'une façade cachant un régime raciste, oppressif et violent.

## Presse, littérature et théâtre
Le 2 février 1933, les journaux d'avis contraires au régime sont interdits de parution. La presse raciste et antisémite connait un développement très important. Le journal Der Stürmer se fait une spécialité de l'iconographie antisémite.
En 1940, le magazine couleur Signal est introduit par le régime comme vecteur de propagande à l'échelle européenne. Avant la guerre, ce rôle de diffusion internationale était déjà assuré, notamment par les tracts du Deutscher Fichte-Bund, une organisation fondée en 1914 mais financée par le gouvernement après 1933. Ce magazine est la plus importante publication allemande à destination étrangère durant la Seconde Guerre mondiale, démontrant que la propagande nazie dépasse les frontières de la nation allemande.
La littérature elle aussi contribue largement à la propagande nazie. Pierre-Emmanuel Dauzat, un historien de l’Allemagne, est l'un des seuls écrivains à avoir analysé la propagande au jour le jour et pas dans sa généralité. Le Los Angeles Times décrit son œuvre comme étant « ce qui deviendra le livre le plus important de notre génération sur la Shoah »[réf. nécessaire]. En effet, il étudie dans L’Ennemi Juif comment les Nazis ont pu mettre en place la Shoah et comment ils ont pu créer une image détestable et diabolisée des juifs afin de manipuler les masses, les conduisant à les haïr, jusqu’à les tuer. Il appelle cela « la logique paranoïaque du délire nazi ». On apprend d’abord que la propagande antisémite présente dans la presse était surtout le travail de Dietrich et non celle de Goebbels comme on l’attend souvent, car il avait, contrairement au ministre de la Propagande, un contact presque quotidien avec Hitler. Ce qui fait la singularité de son ouvrage, c’est que contrairement aux autres, il parle des mots du jour et de la semaine, et donc leur évolution au fur et à mesure de la guerre. C’est comme cela que l’on a pu se rendre compte que même quand l’extermination était largement engagée, les Nazis pensaient que jamais les Allemands n’avaient jamais été autant menacés d’extermination par les Juifs.
Der Giftpilz (en) (en français « le champignon vénéneux ») est un livre pour enfants publié en 1938, exemple de propagande antisémite sous le régime nazi. Il est écrit par Ernst Hiemer (en) et illustré par Philipp Rupprecht. Ce livre a pour objectif d’avertir les enfants du danger que sont les Juifs pour eux et pour toute la société. Il était parfois utilisé dans les écoles allemandes. En effet, il voulait montrer qu'il est difficile de différencier un champignon venimeux d’un comestible ; le livre affirme que pour les Juifs, cela est la même chose : ils sont difficilement distinguables des gentils.
Victor Klemperer écrit : « Ce que quelqu'un veut délibérément dissimuler, aux autres et à soi-même, et aussi ce qu'il porte en lui inconsciemment, la langue le met au jour. Tel est sans doute aussi le sens de la sentence : le style, c'est l'homme ; les déclarations d'un homme auront beau être mensongères, le style de son langage met son être à nu ».
Le langage est ce qu’étudie Klemperer dans son livre LTI, le lecteur peut voir en le lisant que la novlangue nazie se distingue car elle n’invente par de nouveaux mots, elle recycle ceux qui existent et modifie leur signification. Le titre LTI serait d’ailleurs un sigle en allusion aux Allemands qui utilisaient beaucoup de sigles pour déshumaniser et mécaniser le langage rhétorique nazi en corrompant la langue allemande, ce qui donc réussirait à faire passer pour vrai ce qui était faux. L’ouvrage étudie la façon dont les mots rentrent dans les esprits et changent la façon d’agir des gens. Par exemple, il montre qu’il y a eu une forte répétition du champ lexical guerrier pour mettre en valeur l’héroïsme et beaucoup d’emphase et de superlatif pour habituer les esprits à l’exagération. Finalement, l’adjectif fanatique auparavant connoté négativement avait une valeur laudative ; plus la fin de la guerre approche plus on demande aux allemands d’avoir une foi fanatique. Le livre du philologue est une figure d’ouvrage référence pour toute réflexion sur le Troisième Reich. Libération en parle d’ailleurs[réf. nécessaire] et affirme que « LTI montre que la propagande par les mots n’imprègne pas seulement les idées, mais également les actes ». Hannah Arendt notait dans son rapport sur Eichmann qu’il était incapable de s’écarter d’une langue administrative.
À ça se rajoute Joseph Goebbels ; un homme politique allemand désigné chef de la propagande du parti nazi en 1930. Du point de vue d'Adolf Hitler, il est la figure idéale pour incarner et diriger cette machine à persuasion. Ancien journaliste et écrivain, il va alors suivre les directives et jouer sur les émotions. Pour ce faire, il va enrôler tous les moyens de communication, notamment ce qui nous intéresse ici, la presse, l’édition et la publicité. Doté d’une grande inspiration, il va être l’auteur de grands slogans et en 1925, Goebbels va publier son premier manuel de propagande : Le Petit ABC du national-socialiste. Dedans, son message est clair et relève déjà une certaine doctrine du régime autoritaire : « Le moteur d’un mouvement idéologique n’est pas une question de compréhension mais de foi ». Et en effet, même avant d’être choisi en tant que grand émetteur de la foi Hitlérienne, il insistait déjà sur ce ressort. « Il faut que le national-socialisme devienne un jour la religion d’État des Allemands ». Mais au-delà de l’incitation à ses idéaux, Goebbels va voir plus grand et va être à l’initiative de la création du journal l’Angriff : journal dont le contenu est principalement fondé sur les principes nationaux-socialistes du parti. Lui-même disait : « Considérez la presse comme un excellent clavier sur lequel le gouvernement peut jouer ».
La propagande nazie a aussi été partagée dans le théâtre, dans des théâtres en plein air appelés « Thingstätten (en) ». Dans ce rituel, un grand nombre d’acteurs devaient imiter les émotions des grandes foules. Les pièces sont inspirées du théâtre de la Grèce antique, qui représentait beaucoup des manifestations politiques. Participer à la ségrégation raciale en suscitant de la haine envers les « ennemis » de Hitler est le but de ce théâtre « Thing ».
Un auteur français à lui même participé à la littérature nazi, c’est Jean de la Hire. Cet auteur de science fiction, romans et aventures a aidé la Collaboration à travers la littérature. Jean de la Hire a pu écrire et publier des récits ayant de la propagande nazi grâce au fait qu’il était à la tête d’une maison d’édition, les éditions Ferenczi, qu’il a rendu nazie. Julius Streicher est un écrivain nazi qui a écrit des ouvrages contenant de la propagande nazie et défendant l’antisémitisme. Le livre The Jewish Question in the Classroom publié en 1937 fait preuve de propagande nazie. Cet ouvrage est destiné aux professeurs pour qu’ils enseignent aux enfants l'antisémitisme et expliquant la différence de « race » avec la communauté juive et les effets de celle-ci sur l’Allemagne. La littérature est donc utilisée pour diffuser ces idées nazies.

## Arts picturaux (photographie et peinture)
« Les arts plastiques aussi (doivent) marcher au pas », tels sont les mots de Joseph Goebbels, ministre de la Propagande du Reich. Si l’art animé subit, en Allemagne nazie, les injonctions de la propagande, il en est de même pour les arts imagés « figés ». En Allemagne nazie, la peinture, toujours selon Goebbels, « sera héroïque […] sera national(e), gorgée de pathos, impérative, ou […] ne sera pas ». En 1937, Hitler et ce dernier inaugurent la première « Maison de l’art allemand », célébrant les familles paysannes aryennes, les soldats héroïques, le tout dans une forme maîtrisée, académique et dépourvue de toute frivolité qui aurait pu être contraire à l’uniformité nazie exigée. Au-delà de la production artistique propagandiste, l’entreprise nazie s’est aussi attelée à la répression des œuvres qui n’entraient pas dans le cadre de l’idéologie hitlérienne. De ce fait, durant le « règne » d’Adolf Hitler, plus de 650 peintures et dessins furent confisqués, car elles pouvaient être interprétées comme, soit des remises en cause de l’ordre existant, soit pour leur représentation d’une quelconque dissidence libertine. Ainsi, en Allemagne nazie, ce fut Van Gogh ou Picasso qui furent bientôt « mis à l’index » des « arts proscrits ». Concernant la photographie, dès les années 1920, on voit l’émergence de son usage à des fins politiques, notamment avec le développement de pratiques idéologiques visant à ce que l’image « prenne parti » , comme le choix d’un angle de prise de vue, le recadrage ou encore le photomontage. Si l’art de la photographie se développe en parallèle de celui de la publicité de masse, ce dernier sera plus tard récupéré pour les besoins de la propagande nazie. En effet, « […] la photographie […] (est) l’une des armes les plus efficaces contre l’intellectualisme […] il ne faut plus lire. Il faut voir ». Telle est à l’époque la vision propagandiste nazie de l’art photographique. Finalement, en comparaison des autres formes d’arts qu’on pu utiliser les nazis pour les fins de leur propagande, la photographie est sans doute la plus « destructrice » en termes d’impact et d’efficacité. En effet, la spécificité de l’art photographique tient dans le fait qu’il est une retranscription directe du « réel » et, qu’ainsi, il est « vendu » par défaut comme une retranscription objective de la réalité, c’est qu’il n’est pas, pour les raisons évoquées plus haut.

## Contrôle de la radio par Goebbels

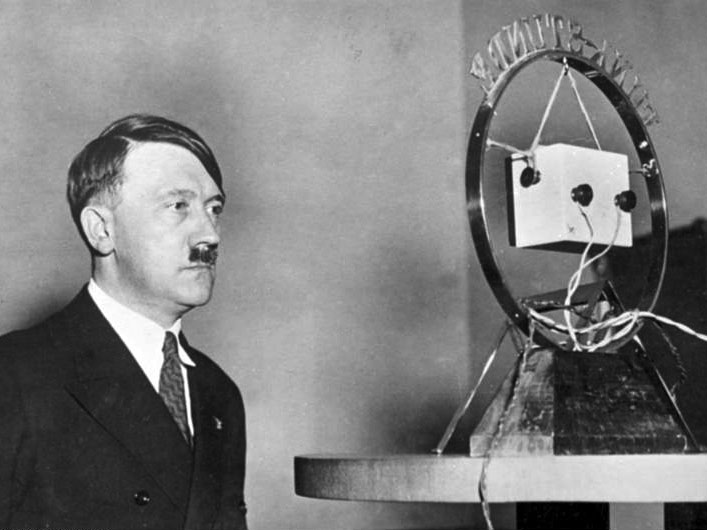
Adolf Hitler devant un micro de la radio allemande le 1 février 1933.

Après l'arrivée au pouvoir du parti nazi en 1933, Hitler fonda un ministère à l'Éducation du peuple et à la Propagande du Reich dirigé par Joseph Goebbels. Ce ministère avait pour mission de véhiculer la doctrine nazie par l’intermédiaire des arts, de la musique, du théâtre, des films, des livres, de la radio, des documents pédagogiques et de la presse. Goebbels fait preuve d'inventivité dès sa nomination et n'hésite pas à recourir à des techniques modernes pour appuyer ses idées. La voix d'Hitler ne passant pas bien à la radio (débit haché, fade), il a l'idée de la faire modifier par un ingénieur du son pour qu'elle porte mieux. L'opération est un succès et le procédé sera réemployé par la suite. Goebbels accordait la même importance à la radio qu’au cinéma par rapport à sa capacité à propager de l’information. Elle est considérée comme primordiale à Goebbels à la diffusion de la propagande nazie. La radio est utilisée pour la retransmission en direct des discours d’Hitler, mais aussi pour donner un impact direct et fort des messages. Lorsque les gens ne peuvent pas se rendre dans les grands rassemblements, la radio sert à briser la limite de l’espace entre eux et les discours du chancelier. En 1937, Joseph Goebbels bénéficiait du contrôle exclusif des ondes de radio en Allemagne grâce à la réorganisation de la Société radiophonique du Reich (Großdeutscher Rundfunk) dans le but de rendre la radio un moyen de propagande efficace. Dès son entrée en tant que ministre au sein du gouvernement hitlérien, Goebbels voulait utiliser la radio à bon escient pour lui, soit pour manipuler les masses par la propagande et pour la mobilisation des esprits. Le nombre d’auditeurs passe de 4 millions en 1933 à 8,5 millions en 1938. En usant de divers manœuvres politiques, le nombre de foyers possédant une radio passe de 25 % à 65 % en seulement 8 ans. Les stations de radios locales se sont vu transformer en « Station du Reich », qui serviront au Reich.
Goebbels s'inspire des théoriciens de la propagande qui l'ont précédé, notamment Gustave Le Bon et son ouvrage Psychologie des foules qui expose des moyens d'influencer les masses à leur insu. Il connaît également les recherches menées par les différents acteurs de la Première Guerre mondiale, conflit riche en expériences diverses en la matière. Pour lui, la propagande est un art, qui nécessite pour faire passer son message, d'envelopper intelligemment les propos pour qu'on ne les perçoive plus consciemment, au risque de pervertir la vérité : « Le détail n'est absolument pas ce qui compte, est vrai ce qui sert à mon peuple ».
Le contrôle des moyens radiophoniques comprend également l'interdiction d'écouter les émetteurs de radio étrangers, mise en place par un décret du 1er septembre 1939, la Verordnung über außerordentliche Rundfunkmaßnahmen (de) à l'initiative de Goebbels (Reichsgesetzblatt, 7 septembre 1939). Le fait d'écouter ces Feindsender (émetteurs ennemis) sera dans les années suivantes puni d'emprisonnement, voire dans plusieurs cas de mort.

### Propagande militaire
L'effort de propagande de la Wehrmacht a été très important et du ressort du Abteilung Wehrmacht Propaganda regroupant les Propagandakompanien sous la houlette du ministère du Reich à l'Éducation du peuple et à la Propagande de Joseph Goebbels à partir de l'été 1939. En 1942, au plus fort de ses effectifs, la Abteilung Wehrmacht Propaganda comptera 15 000 personnes. Parmi eux, 285 cadreurs, 1 329 photographes ainsi que des journalistes et des radio-reporters. Elle a été diffusée notamment par le magazine Signal, dont les illustrations, particulièrement celles en couleur, sont d'une grande qualité et qui publie, durant l'occupation de la France, une version en français.

## La propagande au crépuscule du Reich

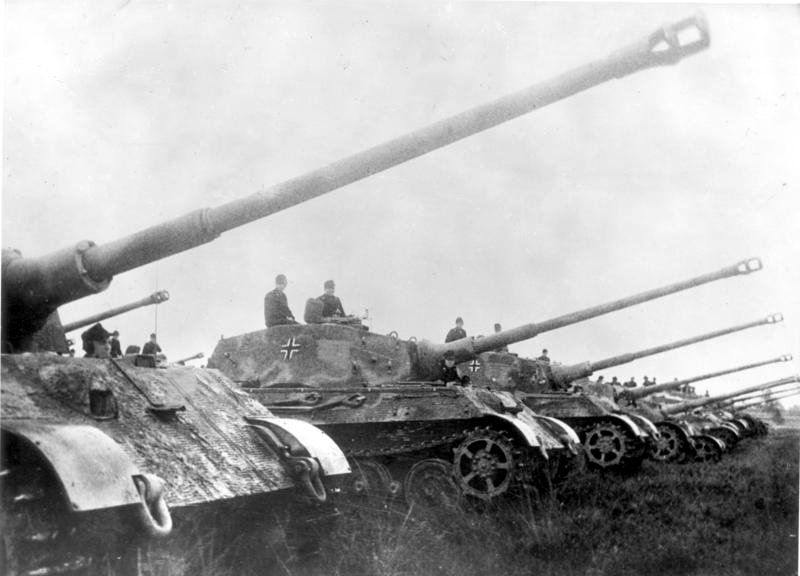
Schwere Panzerabteilung 503
.

À compter de juin 1944, les médias du Reich mettent l'accent sur l'usage des Vergeltungswaffen (« armes de représailles ») que sont la bombe volante V1 puis la fusée balistique V2, destinées à écraser Londres. La population des villes allemandes, qui subit les bombardements stratégiques alliés de plus en plus intensifs, a besoin d'être galvanisée, au moment où les unités de la Luftwaffe affectées à la défense du Reich périclitent.
Jusque les derniers jours précédant la chute de Berlin, Goebbels continua par les ondes, même s'il n'avait plus d'images, à effectuer une manipulation de masse sur la population, en exaltant à la radio les Wunderwaffen, qui auraient inversé le cours de la guerre au dernier moment

### Filmographie
- Le Triomphe de la volonté
- La Lutte héroïque